# Cayuela
Cayuela est une commune d'Espagne dans la communauté autonome de Castille-et-León, province de Burgos. Elle s'étend sur 13,474 km2 et comptait environ 196 habitants en 2011.